# بيت الجلال (حفاش)
بيت الجلال هي إحدى قرى عزلة بني أسعد بمديرية حفاش التابعة لمحافظة المحويت، بلغ تعداد سكانها 550 نسمة حسب تعداد اليمن لعام 2004.